# Ginástica artística nos Jogos Olímpicos de Verão de 2012 - Barras assimétricas
A final feminina das barras assimétricas da ginástica artística nos Jogos Olímpicos de Verão de 2012 foi realizada no North Greenwich Arena de Londres, em 6 de agosto.

## Medalhistas
| Ouro   | RUS Aliya Mustafina   |
| Prata  | CHN He Kexin          |
| Bronze | GBR Elizabeth Tweddle |

## Qualificatória
| Pos. | Ginasta               | Pontos | Nota |
| ---- | --------------------- | ------ | ---- |
| 1    | GBR Elizabeth Tweddle | 16.133 | Q    |
| 2    | CHN He Kexin          | 15.966 | Q    |
| 3    | RUS Viktoria Komova   | 15.833 | Q    |
| 4    | CHN Yao Jinnan        | 15.766 | Q    |
| 5    | RUS Aliya Mustafina   | 15.700 | Q    |
| 6    | USA Gabrielle Douglas | 15.333 | Q    |
| 7    | CHN Huang Qiushuang   | 15.266 |      |
| 8    | GER Elisabeth Seitz   | 15.166 | Q    |
| 9    | JPN Koko Tsurumi      | 15.033 | Q    |
| 10   | NED Céline van Gerner | 14.866 | R    |
| 11   | USA Kyla Ross         | 14.866 | R    |
| 12   | USA Jordyn Wieber     | 14.833 |      |
| 13   | GBR Rebecca Tunney    | 14.825 | R    |

- Q – Qualificada para a final
- R – Reserva

## Final
| Pos.              | Ginasta               | Nota A | Nota B | Pen. | Total  |
| ----------------- | --------------------- | ------ | ------ | ---- | ------ |
| Medalha de ouro   | RUS Aliya Mustafina   | 7.000  | 9.133  |      | 16.133 |
| Medalha de prata  | CHN He Kexin          | 7.100  | 8.833  |      | 15.933 |
| Medalha de bronze | GBR Elizabeth Tweddle | 7.000  | 8.916  |      | 15.916 |
| 4                 | CHN Yao Jinnan        | 6.800  | 8.966  |      | 15.766 |
| 5                 | RUS Viktoria Komova   | 7.000  | 8.666  |      | 15.666 |
| 6                 | GER Elisabeth Seitz   | 6.700  | 8.566  |      | 15.266 |
| 7                 | JPN Koko Tsurumi      | 6.400  | 8.566  |      | 14.966 |
| 8                 | USA Gabrielle Douglas | 6.300  | 8.600  |      | 14.900 |